# Міхайловка (Синжерейський район)
Міхайловка (рум. Mihailovca) — село у Синжерейському районі Молдови. Входить до складу комуни, адміністративним центром якої є село Препеліца.

## Населення
За даними перепису населення 2004 року у селі проживали 803 особи.
Національний склад населення села:
| Національність       | Кількість осіб | Відсоток |
| -------------------- | -------------- | -------- |
| українці             | 705            | 87,8%    |
| молдавани            | 81             | 10,1%    |
| росіяни              | 16             | 2,0%     |
| інша / без відповіді | 1              | 0,1%     |
| Всього               | 803            | 100%     |